# Deileptenia subdisplicens
Deileptenia subdisplicens là một loài bướm đêm trong họ Geometridae.